# 朱荣漠
朱荣漠（1480年代—1540年代），明朝江夏安惠王朱均鋷庶次子，后袭封。
弘治五年（1492年）七月，与庶长兄朱榮㵑同受赐名。后封镇国将军。弘治十三年（1501年）十月，朱均鋷薨。弘治十四年（1502年）七月按制度赐誥命冠服。因朱榮㵑先卒，弘治十六年（1504年），朱荣漠袭封江夏王。
嘉靖二十三年（1544年）五月，楚世子朱英燿弑父楚愍王朱显榕。次年（1545年）九月，朱英燿伏诛，朱荣漠和永安王朱显梧、东安王朱荣淑因曾为朱英燿保奏而被夺禄米三分之一。
嘉靖二十六年（1547年）十二月，明世宗遣使册封朱荣漠庶长子朱显桔为江夏王，可见朱荣漠已不在人世。朱荣漠享年五十八岁，谥端僖王。